# Укен (Ааргау)
Укен (нім. Ueken) — громада  в Швейцарії в кантоні Ааргау, округ Лауфенбург.

## Географія
Громада розташована на відстані близько 75 км на північний схід від Берна, 11 км на північ від Аарау.
Укен має площу 5,1 км², з яких на 9,2% дозволяється будівництво (житлове та будівництво доріг), 51,7% використовуються в сільськогосподарських цілях, 38,7% зайнято лісами, 0,4% не є продуктивними (річки, льодовики або гори).

## Демографія
2019 року в громаді мешкало 884 особи (+3% порівняно з 2010 роком), іноземців було 17,8%. Густота населення становила 173 осіб/км².
За віковим діапазоном населення розподілялося таким чином: 21,9% — особи молодші 20 років, 63,6% — особи у віці 20—64 років, 14,5% — особи у віці 65 років та старші. Було 365 помешкань (у середньому 2,4 особи в помешканні).
Із загальної кількості 136 працюючих 50 було зайнятих в первинному секторі, 16 — в обробній промисловості, 70 — в галузі послуг.